# Maardu
Maardu é uma cidade estoniana localizada na região de Harjumaa.